# Joseph-Michel-Frédéric Bonnet
Pour les articles homonymes, voir Bonnet.
 (août 2024).
Si vous disposez d'ouvrages ou d'articles de référence ou si vous connaissez des sites web de qualité traitant du thème abordé ici, merci de compléter l'article en donnant les références utiles à sa vérifiabilité et en les liant à la section « Notes et références ».
Joseph-Michel-Frédéric Bonnet, né le 29 septembre 1835 à Langogne en Lozère et mort le 21 mai 1923, est un évêque catholique français, évêque de Viviers du 7 juin 1876 au 21 mai 1923.

## Biographie
Joseph Bonnet succède à Louis Delcusy le 7 juin 1876 sur le siège de Viviers. Son épiscopat dure 47 ans.
Originaire de Langogne, il a suivi l'évêque de Périgueux, Joseph Dabert. Auteur d'une vie de saint Thomas de Villeneuve et d'ouvrages ascétiques, celui-ci s'était formé à l'école de Joseph Guibert, qui l'avait pris à Saint-Sulpice et en avait fait son vicaire général.
Bras droit et disciple de l'évêque de Périgueux, Joseph Bonnet en a hérité les traditions créées par le cardinal Guibert, et sa dévotion pour Notre-Dame de Bon Secours. Soit par ses écrits, soit par sa direction, soit par ses interventions personnelles, et sa présence fréquente, il est devenu l'âme du pèlerinage. Son action a contribué à la sauvegarde du sanctuaire.
Dès le début de son épiscopat, il a formé le projet du couronnement de la « statue miraculeuse ». Il en obtient la faveur du pape Léon XIII.
Lors de la première guerre des manuels, la congrégation de l'Index condamne quatre manuels de morale laïque comme contraires aux doctrines chrétiennes et en interdit la lecture. Le ministère des Cultes ayant défendu que ce décret soit lu dans les églises de France, Joseph Bonnet choisit de passer outre et fait largement diffuser la condamnation dans son diocèse.

### Armoiries
D'azur à la croix d'or chargée d'un Sacré Cœur de gueules.

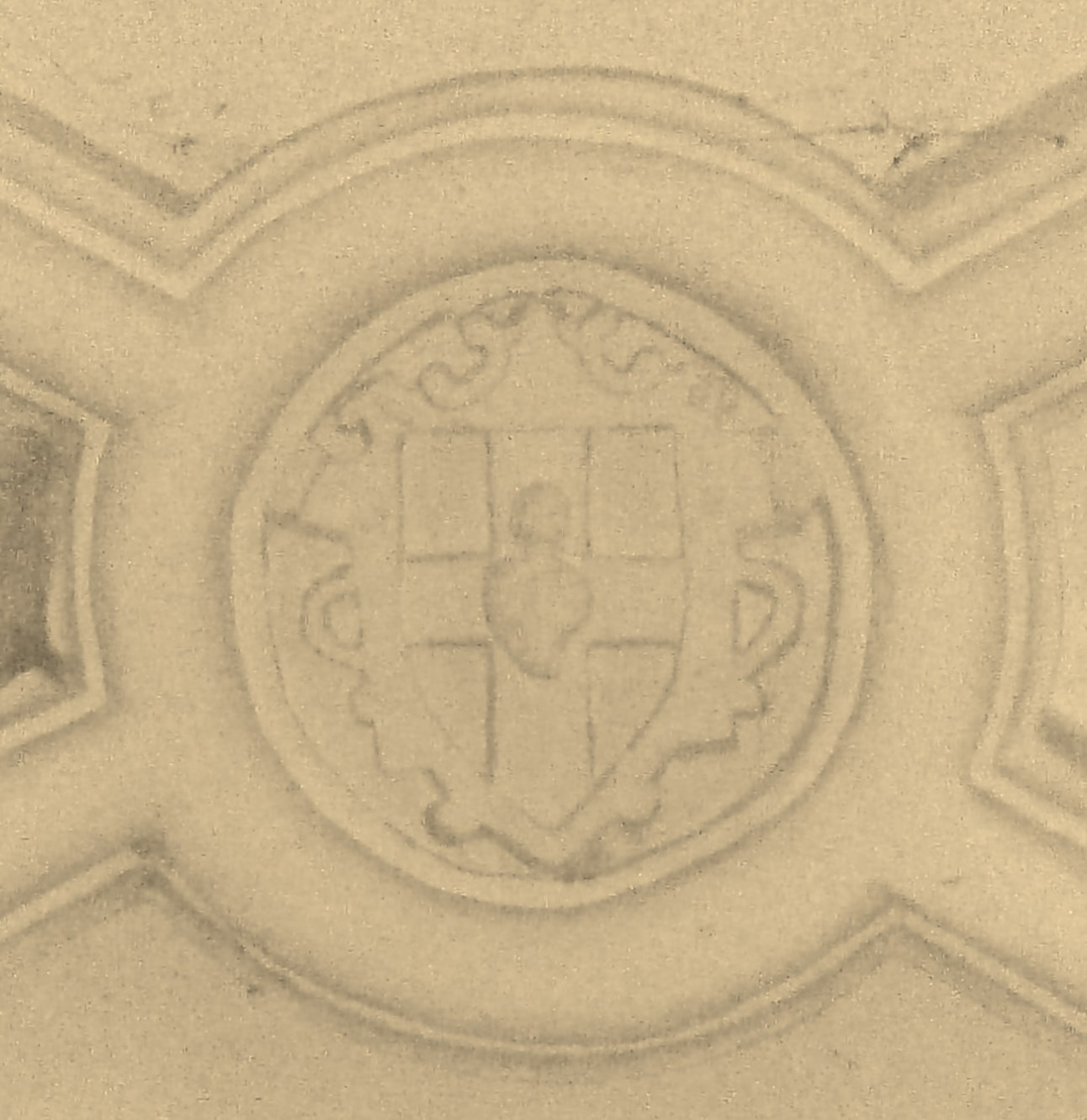
Clef de voûte sculptée représentant les armoiries de Joseph Bonnet (église Saint-Clair de Thorrenc, Ardèche)